# Baby kamienne

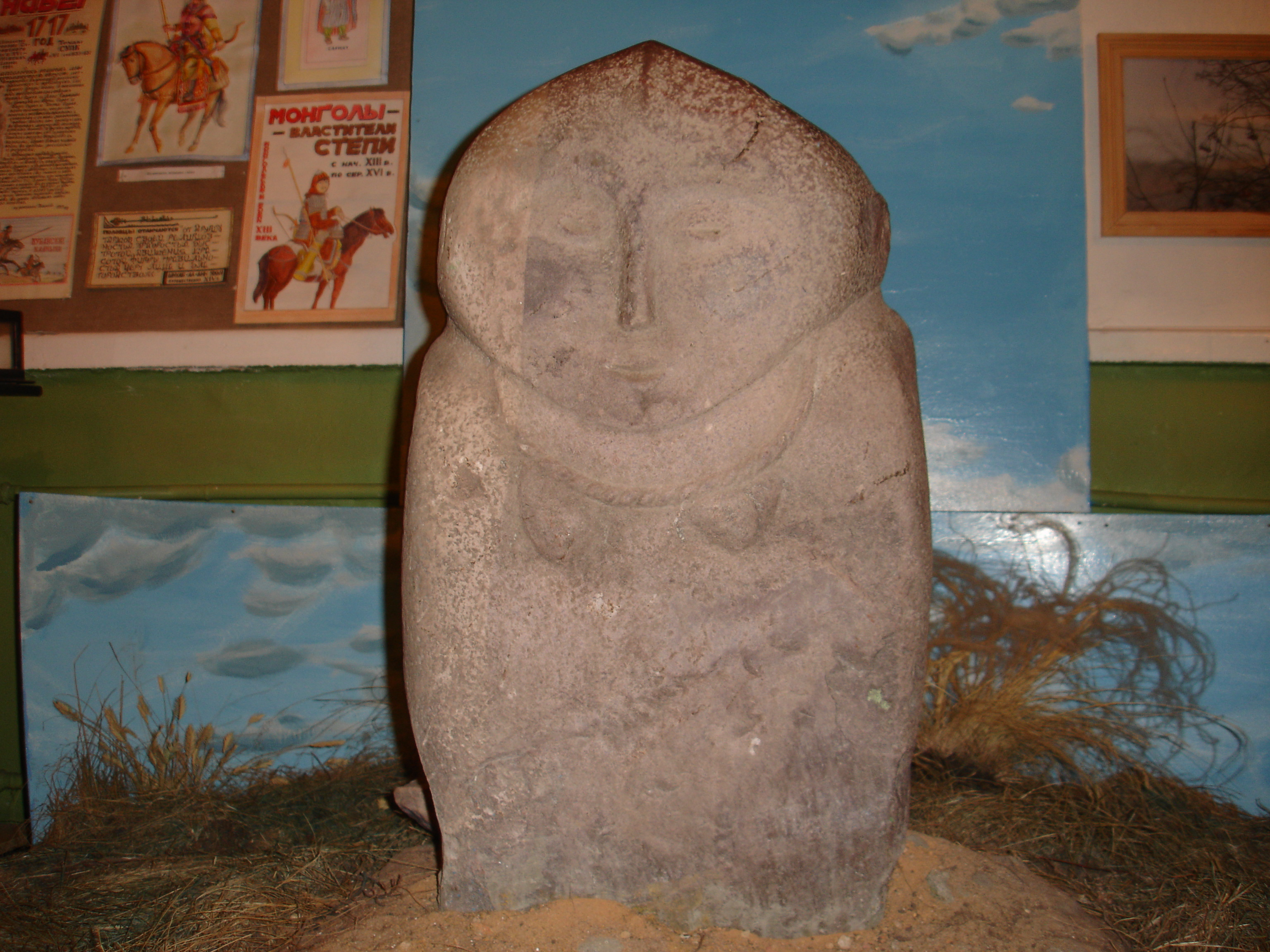
Baba kamienna z XI wieku, ze zbiorów muzeum w Rtiszczewie

Baby kamienne – określenie antropomorficznych bloków skalnych lub posągów stawianych na grobach (głównie kurhanach) lub w ich pobliżu, przez koczowników Wielkiego Stepu, m.in. Scytów, Turków Orchońskich (Turkutów), Pieczyngów, Oguzów, a zwłaszcza Połowców. 
Uważa się, że przedstawiają one pochowanego w grobie. Mają wielką wartość poznawczą w przypadku określenia strojów i broni tych ludów. Najczęściej przedstawiają postać stojącą na baczność, z przykrótkimi nogami i trzymanymi w dłoniach tajemniczymi naczyniami. Cechy płci były wyraźnie w nich zaznaczone. Były otaczane szacunkiem wyrażającym się tym, że każdy przejeżdżający koło nich się kłaniał i składał dar zmarłemu. Maciej z Miechowa w swym Traktacie o dwóch Sarmacjach zanotował, że robiła tak pogańska ludność żyjąca w XVI w., w Rosji za rzeką Wiatką. Baba miała być w jego interpretacji wyobrażeniem bóstwa, co jest błędne. 
Podobne do bab kamiennych były bałbały, które jednak wyobrażały zabitych przez zmarłego w walce wrogów. Wierzono, że będą mu oni z tej racji służyć na tamtym świecie. 